# Dalibor Kovačević
Dalibor Kovačević (Stari Grad, 1. lipnja 1931.) je hrv. gospodarstvenik i pravnik, suobnovitelj odnosno jedan od suutemeljitelja današnje Zagrebačke burze vrijednosnica, kojoj je bio prvim predsjednikom.
Rodio se u Starom Gradu na Hvaru. U Zagrebu je studirao pravo. 
Obnašao je dužnost potpredsjednika Privredne komore grada Zagreba, saveznog poslanika i predsjednika Savezne skupštine za uvođenje deviznog tržišta. 
Od 1971. do 1972. je godine bio direktor Croatia osiguranja u Zagrebu. 
Sjednica Izvršnog komiteta SKH u Karađorđevu, 30. studenog i 1. prosinca 1971. ostavila je posljedice i na njegovoj karijeri. Bio je još jedan od "prehrvatskih kadrova" te u vremenu sječe Hrvatske i savezno sprovedenog puča u Hrvatskoj i on smijenjen s mjesta direktora.
Poslije je bio na položaju savjetnika u Zagrebačkoj banci. 20 godina nakon sječe Hrvatske u Karađorđevu kad je smijenjen s visoke funkcije u poduzeću, nepravda se ispravila te je 1990. opet postao visokim dužnosnikom u Croatia osiguranju, gdje je do 1993. bio generalnim direktorom. 
Bio je od 27. studenoga 1990. članom upravnog odbora Agencije za restrukturiranje i razvoj.